# Robert West
Robert Culbertson West (* 18. März 1928 in Glen Ridge (New Jersey); † 12. Oktober 2022 in Madison (Wisconsin)) war ein US-amerikanischer Chemiker und Hochschullehrer.

## Leben
West begann seine berufliche Laufbahn als Teenager im metallurgischen Labor des Manhattan Projects in New Jersey. Anschließend studierte er Chemie an der Cornell University, wo er 1950 den Bachelor-Abschluss erhielt. Es folgte der Wechsel an die Harvard University, wo er 1954 bei Eugene Rochow mit Forschungen zur Synthese und Charakterisierung von neuen Silizium- und Germanium-Verbindungen promoviert wurde. Nach einem kurzen Aufenthalt an der Lehigh University (Pennsylvania) setzte er an der University of Wisconsin–Madison seine akademische Laufbahn fort, übernahm dort 1980 die Eugene-G.-Rochow-Professur und war Direktor des Organosilicon Research Centers.
Neben seiner akademischen Karriere war West Mitbegründer des Unternehmens Siatronix, um seine Arbeiten auf dem Gebiet der Siliziumchemie in die Praxis zu überführen – beispielsweise zur Verbesserung von Lithiumbatterien.
West interessierte sich für die Themen Bevölkerungswachstum, ungewollte und ungeplante Schwangerschaften und Frauen in Notlagen. Er war 1972 Mitbegründer des Women’s Medical Fund in Wisconsin, dessen Vorstand er bis zu seinem Tod angehörte. West war verheiratet und hatte zwei Söhne.

## Wissenschaftliches Werk
Zu Beginn seiner wissenschaftlichen Laufbahn beschäftigte sich West mit der Struktur und Reaktivität von Organolithium-Verbindungen und prägte 1963 den Begriff der Oxokohlenstoffe. 1976 gelang ihm die erste Synthese des kleinsten Vertreters der Oxokohlensstoffe, der Dreiecksäure.
West gelangen grundlegende Entdeckungen auf dem Gebiet der Organosiliciumverbindungen. So konnte 1981 mit Tetramesityldisilen die erste stabile Verbindung mit einer Si=Si-Doppelbindung synthetisiert werden, die im Widerspruch zur Doppelbindungsregel steht. 1994 publizierte West die Synthese der ersten stabilen stickstoffheterocyclischen Silylene, Silizium-analoge Verbindungen zu den N-heterocyclischen Carbenen.
Insgesamt veröffentlichte West 485 wissenschaftliche Publikationen und war über zwei Jahrzehnte der weltweit meistzitierte Chemiker.

## Auszeichnungen (Auswahl)
- 1970 Kipping Award der American Chemical Society[9]
- 1985 Hoover Medal der American Society of Mechanical Engineers, der American Society of Civil Engineers, des American Institute of Chemical Engineers, des American Institute of Mining, Metallurgical and Petroleum Engineers und des Institute of Electrical and Electronics Engineers[10]
- 1988 Chemical Pioneer Award des American Institute of Chemists[11]
- 1989 Wacker Silicone Award[12]

## Externe Links zu erwähnten Verbindungen
1. ↑  Externe Identifikatoren von bzw. Datenbank-Links zu Tetramesityldisilen:  CAS-Nr.: 80785-72-4, PubChem: 11071553, ChemSpider: 9246705, Wikidata: Q82275444.

| Personendaten    | Personendaten                                  |
| ---------------- | ---------------------------------------------- |
| NAME             | West, Robert                                   |
| ALTERNATIVNAMEN  | West, Robert Culbertson                        |
| KURZBESCHREIBUNG | US-amerikanischer Chemiker und Hochschullehrer |
| GEBURTSDATUM     | 18. März 1928                                  |
| GEBURTSORT       | Glen Ridge (New Jersey)                        |
| STERBEDATUM      | 12. Oktober 2022                               |
| STERBEORT        | Madison (Wisconsin)                            |